# Базилевский, Пётр Александрович
Пётр Алекса́ндрович Базиле́вский (18 [30] декабря 1855 — 1920, Москва) — московский губернский предводитель дворянства в 1915—1917 гг.

## Биография
Происходил из дворян Московской губернии; крупный землевладелец (на 1915 год — 31 тысяча десятин в Минской(родовое имение, 10 тысяч десятин), Полтавской и Харьковской губерниях). Родился 18 (30) декабря 1855 года в семье мецената и коллекционера Александра Петровича Базилевского (1829—1899) и Ольги Николаевны, урождённой Бахметевой (1836—1912), дочери возлюбленной поэта Лермонтова.
Отец его почти постоянно проживал во Франции; мать же жила в Италии и мало интересовалась сыном, редко появлялась в Москве, утверждая, что здоровье её не переносит северного климата. Поэтому Пётр Базилевский жил и воспитывался в Москве, у деда Николая Фёдоровича Бахметева.
По окончании Катковского лицея в 1876 году поступил на службу в лейб-гвардии Гусарский его величества полк. В 1888 году вышел в отставку в чине ротмистра. Вёл жизнь богатого рантье. Зимой проживал в Ницце, Париже, Швейцарии и Италии, а летом в имении Юрасово, под Петербургом.
Вернулся на службу 17 июля 1898 года. С 1900 года — в Москве, где состоял сверхштатным чиновником особых поручений при московском генерал-губернаторе великом князе Сергее Александровиче. В 1902 году был избран кандидатом на должность московского уездного предводителя дворянства, в 1905 году — уездным предводителем дворянства, а в 1915 году — московским губернским предводителем дворянства.
Придворные звания: камергер (1906), «в должности шталмейстера» (1912). Действительный статский советник (01.01.1910). Кроме того, состоял почётным опекуном Ведомства учреждений императрицы Марии по московскому присутствию (с 1913), членом правления и почётным опекуном Института Московского дворянства, попечителем Московской Софийской детской больницы и председателем Московского Совета детских приютов ведомства учреждений Императрицы Марии.

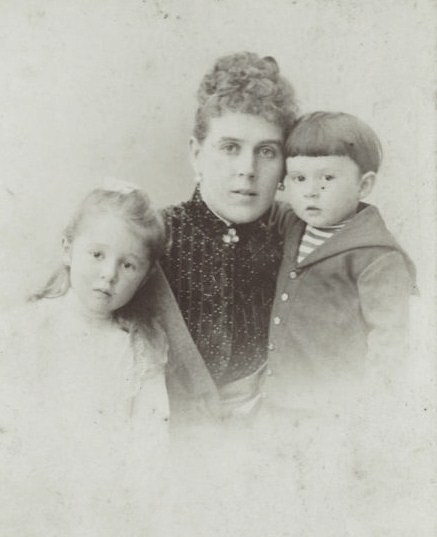
Александра Владимировна Базилевская c детьми

После революции остался в России. В 1917 году жил в Кисловодске, но в июле 1918 года вернулся в Москву, где и умер в 1920 году. Его особняк в Гранатном переулке в советское время был переоборудован в Центральный дом архитектора. Сохранился его дневник, где он записывал основные события своей жизни на протяжении
почти сорока лет, с 1879 по 1918 годы.

## Семья
Жена (с 21 мая 1879 года) — Александра Владимировна Переслени (1862—1937), внучка декабриста В. Л. Давыдова; дочь есаула Енисейского казачества Владимира Михайловича Переслени. Занималась благотворительностью и состояла членом совета Дамского попечительства о бедных в Москве. Умерла в эмиграции в Белграде.

В браке они имели сына Юрия и двух дочерей — Елену (1885—1958; в замужестве Сухотина) и Веру (1892—1968; замужем за князем Н. С. Трубецким).